# سیاه‌شور دریایی
سیاه‌شور دریایی (نام علمی: Suaeda maritima) نام یک گونه از سرده سیاه‌شور است.